# Documentos pontifícios de Bento XVI
Durante o seu pontificado, o Papa Bento XVI fez numerosos pronunciamentos. Os principais documentos pontifícios escritos que publicou no exercício das funções de Sumo Pontífice estão abaixo descritos.

## Cartas Apostólicas
- Carta Apostólica aos Bispos, aos Presbíteros, às Pessoas Consagradas e aos Fiéis Leigos da Igreja Católica na República Popular da China - 27 de maio de 2007.

Brasão pontifício de Bento XVI

- Carta Apostólica para a Beatificação de 498 Servos de Deus, mártires na Espanha - 26 de outubro de 2007.

### 2012
- Proclamação de São João de Ávila doutor de Igreja - 7 de outubro.
- Proclamação de Hildegarda de Bingen doutora da Igreja - 7 de outubro.
- Motu proprio para instituir a Pontifícia Academia de Latinidade - 10 de novembro.
- Motu proprio sobre o serviço da caridade - 11 de novembro.

## Constituições Apostólicas
- Anglicanorum Coetibus, a respeito da instituição de ordinariatos pessoais para anglicanos que entram em plena comunhão com a Igreja Católica - 9 de novembro de 2009.

## Encíclicas
- Deus Caritas Est - Deus é amor, 25 de janeiro de 2006.
- Spe salvi - Salvos na esperança, 30 de novembro de 2007.
- Caritas in Veritate - Amor na verdade, 29 de junho de 2009 (encíclica social).

## Exortações Apostólicas
- Sacramentum Caritatis, pós-sinodal - 22 de fevereiro de 2007.
- Verbum Domini, pós-sinodal - 30 de setembro de 2010.

## Motu Proprio
- "A antiga e venerável Basílica" - 31 de maio de 2005.
- Motu Proprio para a aprovação e a publicação do Compêndio do Catecismo da Igreja Católica - 28 de junho de 2005.
- Totius Orbis, com novas disposições acerca das Basílicas de São Francisco de Assis e de Santa Maria dos Anjos em Assis - 9 de novembro de 2005.
- Litterae Apostolicae Motu Proprio datae de aliquibus mutationibus in normis de electione Romani Pontificis, com o qual o Santo Padre retoma a norma tradicional sobre a maioria necessária na eleição do Sumo Pontífice  - 11 de junho de 2007.
- Summorum Pontificum, sobre a "Liturgia romana anterior à reforma de 1970" - 7 de julho de 2007, posteriormente complementado pela instrução “Universe ecclesiae", de 2011 e revogado por Traditionis custodes de 16 de julho de 2021.
- Ecclesiae Unitatem , Sobre a Pontifícia Comissão ECCLESIA DEI, que deu início ao processo de retorno dos lefebvrianos à plena comunhão com a Igreja, após a revogação da excomunhão dos quatro bispos consagrados ilicitamente pelo arcebispo Marcel Lefebvre[1] - 2 de julho de 2009.
- Delicta Graviora, regras mais severas, publicadas em 2010, para combater os abusos sexuais contra menores.
- Em 30 de dezembro de 2010, instituiu Autoridade de Informação Financeira (AIF), dotada de poderes de inspeção sobre movimentos de capitais executados por qualquer escritório interno ou vinculado com a Santa Sé.

## Mensagens pontifícias
Principais mensagens de Bento XVI:
2005
- Primeira mensagem no final da Concelebração Eucarística com os Cardeais Eleitores na Capela Sistina (20 de abril).
- Aos participantes no Congresso Internacional no Centenário do nascimento do teólogo suíço Hans Urs von Balthasar (6 de outubro).
- Aos jovens da Holanda por ocasião do I Dia Nacional da Juventude Católica (21 de novembro).

2006
- Mensagem de Natal aos Católicos que moram nas regiões do Oriente Médio (21 de dezembro).

2007
- Aos fiéis brasileiros para a Campanha da Fraternidade de 2007 (16 de janeiro).
- Por ocasião da morte de Sua Beatitude Teoctist, Patriarca da Igreja Ortodoxa Romena (1 de agosto).
- Aos jovens participantes da "Peregrinação Internacional dos Jovens" em Mariazell (15 de agosto).
- Carta ao Presidente da Conferência Nacional dos Bispos do Brasil por ocasião da Campanha da Fraternidade 2008 (8 de dezembro).

2008
- Aos Bispos de Cuba por ocasião do 10º. aniversário da visita de João Paulo II (20 de fevereiro).
- À comunidade judaica na Festa do Pesah (14 de abril).
- Aos participantes da Conferência de Alto Nível sobre a Segurança Alimentar Mundial organizada pela FAO em Roma (2 de junho).
- Aos jovens reunidos em Quebec (Canadá) por ocasião do 49º Congresso Eucarístico Internacional (21 de junho).
- Ao povo australiano por ocasião da  XXIII Jornada Mundial da Juventude (4 de julho).
- À Sua Santidade Aléxis II, Patriarca de Moscou e de todas as Rússias (22 de setembro).
- Ao Congresso Internacional no 40º. aniversário da encíclica Humanae Vitae, de Paulo VI (2 de outubro).
- Às Presidentes da República do Chile e da República Argentina por ocasião do 30º. aniversário da mediação pontifícia na controvérsia sobre os limites da Região Austral do Continente (29 de novembro).
- Pela morte de Sua Santidade Aléxis II, Patriarca de Moscou e de todas as Rússias (5 de dezembro).

2009
- Pelo XLII Dia Mundial da Paz, 2009.[2]

2013
- Anúncio de renúncia ao pontificado [3]